# Suka Makmur (Pulau Banyak)
Suka Makmur is een bestuurslaag in het regentschap Aceh Singkil van de provincie Atjeh, Indonesië. Suka Makmur telt 169 inwoners (volkstelling 2010). Het ligt op een kleine eilandje van de Banyakeilandengroep.